# 上法尼亚诺
上法尼亚诺（義大利語：Fagnano Alto），是意大利阿布鲁佐大区拉奎拉省的一个市镇。总面积24.45平方公里，人口439人，人口密度18.0人/平方公里（2009年）。ISTAT代码为066042。